# 時宗要略譜
時宗要略譜（じしゅうようりゃくふ）は、浅草日輪寺の其阿呑了（後の48代遊行上人他阿賦国）によって編纂された時宗の概説書。元禄10年（1697年）成立。
宗派としての時宗がようやく固定化した江戸時代前期に、清浄光寺を本寺とするいわゆる遊行派中心史観によって描かれている。この中の「宗義立派之事」で「時宗十二派」がはじめて紹介されている。時宗史研究には不可欠な史料である。
写本は金沢大学附属図書館が所蔵している。翻刻は『定本時宗宗典』に載せられている。